# Wacław Józef Walecki
Wacław Józef Walecki (ur. 20 lutego 1947 w Częstochowie) – profesor zwyczajny UJ, historyk literatury staropolskiej i oświeceniowej, wydawca.

## Życiorys
Jest absolwentem Wydziału Filologicznego Uniwersytetu Jagiellońskiego. Na tejże uczelni objął stanowisko pracownika naukowego Katedry Historii Literatury Staropolskiej Wydziału Polonistyki, został również członkiem Komisji Historycznoliterackiej Polskiej Akademii Umiejętności.
Wacław Walecki kieruje Centrum Badawczym Bibliografii Polskiej Estreicherów na Uniwersytecie Jagiellońskim, a także Projektem Badawczym Narodowego Programu Rozwoju Humanistyki pod nazwą: Kontynuacja Polskiej Bibliografii Narodowej Estreicherów i jej informatyzacja.
Jest wykładowcą literatury polskiej w Uniwersytecie Wiedeńskim. W 2004 został uhonorowany przez rektora UJ Medalem 600-lecia Odnowienia Akademii Krakowskiej za przygotowanie serii „Złotych Ksiąg UJ”. W 2007 otrzymał nagrodę Fundacji Kultury Polskiej za całokształt działalności. Jest członkiem Kolegium Redakcyjnego pisma Wielogłos oraz Komitetu Redakcyjnego Ruchu Literackiego. Od 2008 jest Przewodniczącym Komisji Słowiańskiej Bibliografii Literackiej i Komparatystycznej, powołanej przez XIV Międzynarodowy Kongres Slawistów w Ohrydzie (Macedonia).
Członek Rycerskiego Zakonu Bibliofilskiego z Kapitułą Białego Kruka, Strażnik Gniazda Bibliografii Polskiej.
Do zainteresowań naukowych Wacława Waleckiego należy m.in. twórczość Jana Kochanowskiego i Ignacego Krasickiego.

## Publikacje

### Książki naukowe w języku polskim
- Jan Kochanowski w literaturze i kulturze polskiej doby Oświecenia (Wrocław 1979)
- Tradycje staropolszczyzny w Oświeceniu stanisławowskim (Kraków 1987)
- Twórczość łacińska Jana Kochanowskiego (Wrocław 1978)
- Szesnastowieczna proza polska. Szkic systematyki (Wrocław 1980)
- „Historyja” Ignacego Krasickiego i jej konteksty kulturowe oraz literackie (Kraków 1999)
- Polska pieśń wielogłosowa XVI i pocz. XVII wieku (Kraków 2004)
- W poszukiwaniu straconego dzieła (Kraków 2011)

### Książki naukowe w języku obcym
- A Short History of Polish Literature, tom I
- Die ältere polnische Literatur (1988)
- Polnische Renaissance (1996)
- Polnische Literatur. Annährungen (1999, wznowienie 2011)

### Edycje dzieł polskich
- Z duchem w rozmawianiu. Szesnastowieczna proza polska (Kraków 1991)
- Śpiewnik Staropolski
- Kazimierz Brodziński, Elegie łacińskie Jana Kochanowskiego (1976)
- Wespazjan Kochowski, Niepróżnujące próżnowanie. Wybór wierszy (1978)
- Łacińska twórczość Jana Kochanowskiego, Ioannes Cochanovius (2008)

## Działalność wydawnicza
- redaktor naukowy Skarbczyka Bibliofila
- redaktor naukowy Biblioteki Tradycji Literackich (serii faksymilowych i bibliofilskich wydań tekstów literatury polskiej)
- redaktor naczelny serii Polskiej Akademii Nauk (Nauka dla Wszystkich)
- redaktor merytoryczny „Zeszytów Naukowych Uniwersytetu Jagiellońskiego”.